# Eperua
Genre
Classification phylogénétique
Classification phylogénétique
Synonymes
Selon  :
- Adleria Neck.
- Dimorpha Schreb.
- Panzera Willd.
- Parivoa Aubl.
- Rotmannia Neck.

Eperua est un genre de plantes à fleurs de la famille des Fabaceae (anciennement des Caesalpiniaceae), et dont l'espèce type est Eperua falcata Aubl..
Le nom Eperua provient du nom Galibi de son fruit qui signifie « Sabre » en raison de la forme du fruit d’Eperua falcata, qui ressemble effectivement à un sabre ou à une demi-lune.
Ce genre  comprend une quinzaine d'espèces d'arbres des tropiques.
Trois espèces d'Eperua ont été observées en Guyane : Eperua falcata, Eperua grandiflora, Eperua rubiginosa.

## Espèces
- Eperua bijuga
- Eperua duckeana
- Eperua falcata
- Eperua glabra
- Eperua glabriflora
- Eperua grandiflora
- Eperua jenmanii
- Eperua leucantha
- Eperua obtusata Cowan
- Eperua oleifera Ducke
- Eperua praesagata
- Eperua purpurea
- Eperua rubiginosa
- Eperua schomburgkiana
- Eperua venosa

## Liste d'espèces
Selon GBIF (29 mai 2022) :
- Eperua banaensis G.A.Romero & Aymard
- Eperua bijuga Mart. ex Benth.
- Eperua duckeana R.S.Cowan
- Eperua falcata Aubl.
- Eperua glabra R.S.Cowan
- Eperua glabriflora (Ducke) R.S.Cowan
- Eperua grandiflora (Aubl.) Baill.
  - Eperua grandiflora subsp. grandiflora (Aubl.) Benth.
  - Eperua grandiflora subsp. guyanensis R.S.Cowan
- Eperua hohenkerkii Sprague ex Aitken
- Eperua jenmanii Oliv.
  - Eperua jenmanii subsp. jenmanii
  - Eperua jenmanii subsp. sandwithii R.S.Cowan
- Eperua leucantha Benth.
- Eperua obtusata R.S.Cowan
- Eperua oleifera Ducke
  - Eperua oleifera var. campestris Ducke
  - Eperua oleifera var. oleifera Ducke
- Eperua praesagata R.S.Cowan
- Eperua purpurea Benth.
- Eperua rubiginosa Miq.
  - Eperua rubiginosa var. grandiflora Pulle
  - Eperua rubiginosa var. rubiginosa
- Eperua schomburgkiana Benth.
- Eperua venosa R.S.Cowan

Selon Tropicos (29 mai 2022) :
- Eperua banaensis G.A. Romero & Aymard, 2019
- Eperua bijuga Mart. ex Benth., 1870
- Eperua campestris (Ducke) Ducke, 1940
- Eperua decandra Blanco, 1837
- Eperua duckeana R.S. Cowan, 1975
- Eperua falcata Aubl., 1775
- Eperua falcata Blanco, 1837
- Eperua glabra R.S. Cowan, 1957
- Eperua glabriflora (Ducke) R.S. Cowan, 1975
- Eperua grandiflora (Aubl.) Benth., 1870
- Eperua hohenkerkii Sprague ex Aitken, 1930
- Eperua jenmanii Oliv., 1891
- Eperua kourouensis Benoist, 1916
- Eperua leucantha Benth., 1870
- Eperua obtusata R.S. Cowan, 1975
- Eperua oleifera Ducke, 1932
- Eperua praesagata R.S. Cowan, 1985
- Eperua purpurea Benth., 1870
- Eperua rhomboidea Blanco, 1845
- Eperua rubiginosa Miq., 1850 [1851]
- Eperua schomburgkiana Benth., 1870
- Eperua stipulata Kleinhoonte, 1933
- Eperua venosa R.S. Cowan, 1958